# Pažaislio šilas
Pažaislio šilas är en park i Litauen.   Den ligger i länet Kaunas län, i den centrala delen av landet, 80 km väster om huvudstaden Vilnius. Pažaislio šilas ligger 76 meter över havet.
Terrängen runt Pažaislio šilas är platt. Runt Pažaislio šilas är det ganska tätbefolkat, med 56 invånare per kvadratkilometer. Närmaste större samhälle är Kaunas, 7,9 km väster om Pažaislio šilas. 